# Mont-Bonvillers
Mont-Bonvillers és un municipi francès situat al departament de Meurthe i Mosel·la i a la regió del Gran Est. L'any 2007 tenia 977 habitants.

## Demografia

### Població
El 2007 la població de fet de Mont-Bonvillers era de 977 persones. Hi havia 390 famílies, de les quals 112 eren unipersonals (50 homes vivint sols i 62 dones vivint soles), 112 parelles sense fills, 139 parelles amb fills i 27 famílies monoparentals amb fills.
La població ha evolucionat segons el següent gràfic:
Habitants censats

### Habitatges
El 2007 hi havia 430 habitatges, 395 eren l'habitatge principal de la família, 1 era una segona residència i 33 estaven desocupats. 404 eren cases i 25 eren apartaments. Dels 395 habitatges principals, 328 estaven ocupats pels seus propietaris, 64 estaven llogats i ocupats pels llogaters i 4 estaven cedits a títol gratuït; 4 tenien una cambra, 12 en tenien dues, 94 en tenien tres, 120 en tenien quatre i 166 en tenien cinc o més. 263 habitatges disposaven pel capbaix d'una plaça de pàrquing. A 156 habitatges hi havia un automòbil i a 174 n'hi havia dos o més.

### Piràmide de població
La piràmide de població per edats i sexe el 2009 era:
| Homes | Edats   | Dones |
| ----- | ------- | ----- |
| 0     | 95 o +  | 4     |
| 0     | 90 a 94 | 0     |
| 8     | 85 a 89 | 16    |
| 12    | 80 a 84 | 12    |
| 24    | 75 a 79 | 28    |
| 24    | 70 a 74 | 20    |
| 8     | 65 a 69 | 36    |
| 16    | 60 a 64 | 24    |
| 36    | 55 a 59 | 8     |
| 16    | 50 a 54 | 40    |
| 36    | 45 a 49 | 20    |
| 28    | 40 a 44 | 52    |
| 52    | 35 a 39 | 32    |
| 16    | 30 a 34 | 36    |
| 28    | 25 a 29 | 28    |
| 44    | 20 a 24 | 32    |
| 60    | 15 a 19 | 36    |
| 24    | 10 a 14 | 28    |
| 16    | 5 a 9   | 36    |
| 28    | 0 a 4   | 28    |

## Economia
El 2007 la població en edat de treballar era de 624 persones, 455 eren actives i 169 eren inactives. De les 455 persones actives 388 estaven ocupades (213 homes i 175 dones) i 67 estaven aturades (31 homes i 36 dones). De les 169 persones inactives 51 estaven jubilades, 48 estaven estudiant i 70 estaven classificades com a «altres inactius».

### Ingressos
El 2009 a Mont-Bonvillers hi havia 396 unitats fiscals que integraven 977,5 persones, la mediana anual d'ingressos fiscals per persona era de 15.996 €.

### Activitats econòmiques
Dels 11 establiments que hi havia el 2007, 1 era d'una empresa de fabricació d'altres productes industrials, 2 d'empreses de construcció, 4 d'empreses de comerç i reparació d'automòbils, 1 d'una empresa de transport, 2 d'empreses d'hostatgeria i restauració i 1 d'una entitat de l'administració pública.
Dels 4 establiments de servei als particulars que hi havia el 2009, 1 era una oficina de correu, 2 electricistes i 1 restaurant.
L'any 2000 a Mont-Bonvillers hi havia 6 explotacions agrícoles que ocupaven un total de 393 hectàrees.

## Equipaments sanitaris i escolars
El 2009 hi havia 1 centre de salut i 1 farmàcia.
El 2009 hi havia 1 escola maternal i 1 escola elemental.

## Poblacions més properes
El següent diagrama mostra les poblacions més properes.